# Speleoticus navicellatus
Espèce
Synonymes
- Nesticus navicellatus Liu & Li, 2013

Speleoticus navicellatus est une espèce d'araignées aranéomorphes de la famille des Nesticidae.

## Distribution
Cette espèce est endémique du Guangxi en Chine,. Elle se rencontre dans des grottes du xian de Du'an.

## Description
Le mâle holotype mesure 2,84 mm et la femelle paratype 3,04 mm.

## Publication originale
- Liu & Li, 2013 : New cave-dwelling spiders of the family Nesticidae (Arachnida, Araneae) from China. Zootaxa, no 3613, p. 501-547.